# Falkensee
Falkensee is een plaats in de Duitse deelstaat Brandenburg, gelegen in het Landkreis Havelland. De stad telt 44.236 inwoners en heeft de status van Große kreisangehörige Stadt.

## Geografie
Falkensee heeft een oppervlakte van 43,30 km² en ligt in het oosten van Duitsland.
Brieselang ·
Dallgow-Döberitz ·
Falkensee ·
Friesack ·
Gollenberg ·
Großderschau ·
Havelaue ·
Ketzin ·
Kleßen-Görne ·
Kotzen ·
Märkisch Luch ·
Milower Land ·
Mühlenberge ·
Nauen ·
Nennhausen ·
Paulinenaue ·
Pessin ·
Premnitz ·
Rathenow ·
Retzow ·
Rhinow ·
Schönwalde-Glien ·
Seeblick ·
Stechow-Ferchesar ·
Wiesenaue ·
Wustermark